# Standaardtype Vierlingsbeek
Het Standaardtype Vierlingsbeek is een stationsontwerp dat voor diverse stations in de jaren vijftig en zestig gebruikt werd. Het eerste gebouwtje werd in 1956 gebouwd in Vierlingsbeek, vandaar de naam. Dit gebouwtje werd in 2004 gesloopt.

## Stationstype Vierlingsbeek
W.B. Kloos was de architect van dit type stationsgebouw. Het prototype voor dit stationsgebouw verrees in 1956 in Vierlingsbeek. Kloos ontwierp dit type zodanig dat de plattegrond van het gebouw steeds naar wens aan de plaatselijke situatie viel aan te passen en de onderlinge opeenvolging van de ruimtes met verschillende functies kon worden gewijzigd. Het skelet van het gebouw zou daarom uit een reeks betonnen portalen bestaan dat naar behoefte kon worden ingevuld met de verschillende functies. Deze vorm van betonskeletbouw met eenzelfde soort betonportalen werd ook toegepast door architect Koen van der Gaast bij de stations Eindhoven en Vlaardingen Oost, die in hetzelfde jaar als Vierlingsbeek gereed kwamen. De zes betonportalen, elk 4,50 meter breed, werden op een onderlinge afstand van 4 meter, dwars op de lengterichting van de spoorlijn op perronhoogte geplaatst en vormden aldus een stramien van vijf even grote ruimten.

## Lijst van stations van het type Vierlingsbeek
Asymmetrisch, hoog station. Hiervan zijn er elf gebouwd, vijf zijn er nog aanwezig.
| Bouw | Naam                             | Plaats           | Bijzonderheden   | Afbeelding |
| ---- | -------------------------------- | ---------------- | ---------------- | ---------- |
| 1956 | Station Vierlingsbeek            | Vierlingsbeek    | Gesloopt in 2004 |            |
| 1957 | Station Almelo de Riet           | Almelo           |                  |            |
| 1957 | Station Wezep                    | Wezep            | Gesloopt in 2002 |            |
| 1959 | Station Doetinchem West          | Doetinchem       |                  |            |
| 1959 | Koog Bloemwijk                   | Koog aan de Zaan | Gesloopt in 1986 |            |
| 1959 | Station Wijlre-Gulpen            | Wijlre           |                  |            |
| 1960 | Station Blerick                  | Blerick          | Gesloopt in 2001 |            |
| 1960 | Station Kerkrade Centrum         | Kerkrade         | Gesloopt in 1995 |            |
| 1963 | Station Soest Zuid               | Soest            |                  |            |
| 1964 | Station Hurdegaryp               | Hurdegaryp       |                  |            |
| 1965 | Station Bovenkarspel-Grootebroek | Bovenkarspel     |                  |            |
| 1965 | Station Hoogkarspel              | Hoogkarspel      |                  |            |